# 김보겸 (작가)
김보겸은 대한민국의 드라마 작가이다. 

## 극본

### 드라마
- 2022년  KBS2 월화드라마 《크레이지 러브》